# Bundesverband Paket und Expresslogistik
Der Bundesverband Paket- und Expresslogistik e.V. (BPEX, bis 21. April 2024 BIEK) mit Sitz in Berlin vertritt die wirtschaftlichen und politischen Interessen international agierender Kurier-, Express- und Paketdienste (KEP) gegenüber der Politik. Die Kernanliegen des Verbandes sind ein fairer Wettbewerb in den Paketmärkten und die Verkehrspolitik. Zu seinen Mitgliedern gehören DPD Deutschland, General Logistics Systems Germany, GO! Express & Logistics, Hermes Germany, myflexbox, Night Star Express, nox Germany sowie UPS. Der Verband ist Herausgeber verschiedener Publikationen mit Zahlen, Daten, Fakten und Trends zur KEP-Branche und veröffentlicht jährlich eine Marktanalyse („KEP-Studie“). Zudem ist er Ansprechpartner für Medien und Wissenschaft und kommuniziert die Anliegen der KEP-Branche gegenüber der Öffentlichkeit.

## Geschichte
Der Verband wurde 1982 als Bundesverband Internationaler Kurierdienste (BIEK) gegründet, um den internationalen Dokumentenversand zu erleichtern.
1984 kam es zum Abschluss einer Vereinbarung mit dem damaligen Bundesministerium für das Post- und Fernmeldewesen, in der internationale Kurierdienste vom damaligen Briefmonopol ausgenommen wurden. Damit war die erste rechtliche Grundlage geschaffen, auf der sich in den kommenden Jahren immer mehr private Kurier- und Express-Unternehmen auf dem deutschen Markt etablieren konnten. Gleichzeitig war diese Entwicklung Auslöser der Deregulierungsbemühungen auf europäischer Ebene, die schließlich im Grünbuch der Kommission zur Deregulierung der Postdienste und 1998 in der ersten europäischen Postrichtlinie mündeten. In Deutschland war der Verband seit 1988 an den Beratungen zur Postreform beteiligt, die schließlich 1997 zur Verabschiedung des heutigen Postgesetzes geführt haben.
Der Name des Verbandes wurde 1991 in Bundesverband Internationaler Express- und Kurierdienste e. V. (BIEK) geändert.
Der Verband führte im Auftrag seiner Mitglieder viele Beschwerden vor Gerichten und der RegTP gegen die Deutsche Post AG. Vorwürfe waren unter anderen Verdrängungswettbewerb, Missbrauch einer marktbeherrschenden Stellung und Erhalt staatlicher Hilfen, ungerechtfertigter Erhalt staatlicher Hilfen und zu hohe Briefporti.
Seit 2014 heißt er Bundesverband Paket- und Expresslogistik e. V.  Als Verbandsakronym wurde BIEK beibehalten und erst im April 2024 auf BPEX aktualisiert.

## Kernanliegen
Im Rahmen seiner Verbandstätigkeit hat sich der BPEX zu einer Reihe von Themen positioniert und ist zu einem Verband der politischen Interessenvertretung geworden:

### Fairer Wettbewerb
Als Wettbewerbsverband spricht sich der BPEX für eine Deregulierung des Paketmarktes und einen freien, chancengleichen und fairen Wettbewerb aus. Der Verband sieht auch nach der Abschaffung des Briefmonopols Anlass, auf die Ausnutzung der marktbeherrschenden Stellung der Deutschen Post AG/DHL (DHL Group) hinzuweisen und dagegen anzugehen. Hinzu kommen diverse Privilegien auf Grundlage der Universaldienstverordnung, u. a. die Mehrwertsteuerbefreiung von Postdienstleistungen. Die gemeinschaftliche Erbringung der postalischen Grundversorgung im Paketmarkt widerspricht aus Sicht des BPEX einer einseitigen Bevorteilung der DHL Group. Deshalb fordert der Verband eine Anpassung des aktuellen Postgesetzes: Der Ordnungsrahmen soll die 1997 angelegte Wettbewerbsorientierung stärken und einen Rahmen für funktionierenden Wettbewerb bieten. Die Bundesaktienanteile von rund 20 Prozent stellen aus Sicht des BPEX einen Interessenkonflikt dar, da der Staat auf dem Postmarkt sowohl regulierend als auch als Dividendenempfänger auftritt. Für eine ausreichende Regulierung des Marktes und gleiche Wettbewerbschancen unter den Paketdienstleistern fordert der Verband daher den Verkauf der staatlichen Anteile an der DHL Group und eine Preisdumpingkontrolle für Paketprodukte. Mit einem Verbot der Quersubventionierung soll es der DHL Group unmöglich werden, ihre Paketprodukte teilweise durch Briefporti zu finanzieren und dadurch die Preise im Paketmarkt zu drücken.

### Innenstadtlogistik
Zur nachhaltigen und effizienten Sendungsbeförderung auf der letzten Meile nutzt die Paketbranche (bestehend aus Kurier-, Express- und Paketdiensten, KEP) diverse Zustellkonzepte. Neben der klassischen Zustellung mit leichten Nutzfahrzeugen (Liefer- bzw. Zustellfahrzeuge, i. d. R. bis 3,5 t zulässige Gesamtmasse, teilweise auch bis 7,5 t) werden auch alternative Konzepte angewandt. Beim Konzept „Mikrodepot“ werden Container, Nutzfahrzeuge oder Immobilien als dezentrale Zwischenlager in Zentrumsnähe (auch Stadtteilzentren) genutzt und die Sendungen von dort aus mit Lastenfahrrädern oder Sackkarren zugestellt. Ein anderes Konzept sind Paketstationen, also mit Schließfächern vergleichbare Boxen, in welchen die Pakete deponiert und später vom Empfänger abgeholt werden. Paketstationen stehen oft an von Empfängern häufig besuchten Örtlichkeiten, z. B. Einkaufszentren oder Haltestellen des öffentlichen Verkehrs. Sie sind auch als Ergänzung zu Briefkastenanlagen an Mehrfamilienhäusern geeignet. Der BPEX spricht sich aus wettbewerbs- und städtebaulichen Gründen für anbieteroffene Paketstationen aus, um eine Vielzahl firmeneigener Paketstationen zu vermeiden. Zur Errichtung von Mikrodepots und Paketstationen setzt sich der Verband für zusätzliche öffentliche Flächen, weniger Bürokratie und mehr Rechtssicherheit bei deren Nutzung ein.
Im Rahmen der Initiative „Liefern lieber in der ersten Reihe!“ setzt sich der BPEX dafür ein, dass ein Verkehrszeichen „gewerbliche Liefer- und Ladezone“ in die Straßenverkehrsordnung aufgenommen wird. In Verbindung mit einem absoluten Haltverbot analog zum Taxistand sollen Liefer- und Ladezonen ausreichende Haltemöglichkeiten für Be- und Entladevorgänge für den gewerblichen Verkehr schaffen. Die klare und einheitliche Beschilderung soll Fehlbelegungen verhindern, die Kontrollierbarkeit verbessern, den fließenden Verkehr und die Zusteller entlasten, die Verkehrssicherheit erhöhen, die Umwelt schonen und die Lieferungen beschleunigen.

### Verkehr und Umwelt
Der BPEX spricht sich für den stärkeren Einsatz von Lang-Lkw aus, da diese bei großvolumigen Ladungen einen effizienten Transport mit weniger Fahrzeugen ermöglichen. Dazu fordert der Verband die Ausweitung des Streckennetzes in Deutschland und Europa. Die Förderung alternativer Antriebe bei Nutzfahrzeugen und der Ausbau der Lade- und Tankinfrastruktur für elektrisch- und gasbetriebene Fahrzeuge sind für den BIEK wichtige Maßnahmen, um die Sendungsbeförderung nachhaltiger zu gestalten. Für die letzten Meile sind aus Sicht des Verbandes die Rahmenbedingungen für die Errichtung und den Betrieb von Mikrodepots in Verbindung mit Lastenrädern zu optimieren. Dazu gehört eine geeignete Fahrradinfrastruktur ebenso wie die Verfügbarkeit von Logistikflächen im öffentlichen Straßenraum. Der BPEX setzt sich darüber hinaus für die Sanierung und einen schnellen und bedarfsgerechten Ausbau der Straßeninfrastruktur einschließlich einer geeigneten digitalen Infrastruktur ein.

### Arbeit und Soziales
Im Hinblick auf den stetig wachsenden KEP-Markt hält der BPEX politische Maßnahmen gegen den Fachkräftemangel für notwendig. Der Mindestlohn ist mit Augenmaß anzupassen, da die KEP-Branche im Besonderen den Geringqualifizierten Arbeitschancen und Entwicklungsperspektiven bietet.
Die mediale Berichterstattung zeichnet wiederholt ein schlechtes Bild der Paketbranche. Der BPEX stellte klar, dass seine Mitglieder keine Verstöße dulden. Zum Ausschluss „schwarzer Schafe“ haben der BPEX und seine Mitglieder das Präqualifizierungsverfahren PQ KEP entsprechend dem Paketboten-Schutzgesetz entwickelt. Das Zertifizierungsprogramm soll die Standards bei Nachunternehmern entscheidend verbessern, Kontrollen des Zolls aber nicht ersetzen.

### Digitalisierung
Die KEP-Branche nutzt den digitalen Fortschritt zur Steigerung der Effizienz in den Logistikprozessen und der Entlastung ihrer Mitarbeiter. Der BPEX setzt sich deshalb für einen flächendeckenden Breitbandausbau und bessere politische Rahmenbedingungen für den digitalen Fortschritt, z. B. beim autonomen Fahren, ein.

### Netzwerk, Initiativen und Kampagnen
Der BPEX ist Mitglied in der European Express Association (EEA). Außerdem pflegt der Verband sein breites Netzwerk zu verschiedenen Verbänden sowie Unternehmen und unterstützt diverse Initiativen.
Der BPEX hat die Initiative „Liefern lieber in der ersten Reihe!“ gestartet, in deren Rahmen sich der Verband und weitere Unterstützer für eine Verkehrsbeschilderung „gewerbliche Liefer- und Ladezone“ einsetzt. Außerdem ist der Verband Initiator der Allianz für arbeitsteilige Wirtschaft.
Der BPEX unterstützt die bundesweite Initiative „Die Wirtschaftsmacher“. Der Zusammenschluss von mehr als 100 Verbänden, Unternehmen und Medienpartnern aus der Logistikbranche verfolgt das Ziel, Aufmerksamkeit für den Wirtschaftsbereich Logistik zu schaffen, die Attraktivität für potentielle und bestehende Arbeitnehmer zu erhöhen, die Bedeutung für die deutsche Wirtschaft hervorzuheben und das Image zu verbessern.
Zudem ist der BPEX Teil der Partner-Allianz von „#mehrAchtung“ für mehr Respekt und Rücksichtnahme im Straßenverkehr. Sie ist Teil der Verkehrssicherheitskampagne „Runter vom Gas“. Träger sind das Bundesministerium für Digitales und Verkehr (BMDV) und der Deutsche Verkehrssicherheitsrat (DVR).

## Marktzahlen/KEP-Studie
Der Bundesverband Paket- und Expresslogistik veröffentlicht jährlich eine Studie über den KEP-Markt in Deutschland. Demnach realisierte die Branche im Jahr 2023 Umsätze in Höhe von 26,5 Milliarden Euro und beförderte 4,18 Milliarden Sendungen.